# Grönån, Härjedalen
Grönån (samiska: Kreananjohke) är ett högerbiflöde till Ljusnan i västra Härjedalen, nordväst om Ramundberget. Åns totala längd är cirka 12 kilometer och dess avrinningsområde drygt 20 km². Den kommer uppifrån 1000-metersnivån på Grönfjället och strömmar först åt nordväst ner mot Grönsjöarna. Därifrån rinner den i stort sett rakt österut mot Ljusnan genom den så kallade Gröndalen mellan Grönfjället och Grönvålen. Största biflödet är Klasbäcken (samiska: Klaasjaevrienjohke) som ansluter från höger strax efter Grönsjöarna.